# Halsband-Lappenschnäpper
Der Halsband-Lappenschnäpper (Platysteira hormophora, Syn. Dyaphorophyia hormophora) ist ein Vogel aus der Familie der Afrikaschnäpper (Platysteiridae).
Die Art wurde als konspezifisch mit dem Weißbürzel-Lappenschnäpper (Platysteira castanea) angesehen, das Männchen unterscheidet sich aber durch das weiße Nackenhalsband und das schmalere Brustband.
Sie kommt in Westafrika in einem Streifen von Sierra Leone bis Togo und Benin
vor.
Das Verbreitungsgebiet umfasst tropischen oder subtropischen feuchten Tiefwald, Sumpfgebiete und Savanne.
Die Art ist ein Standvogel.
Das Artepitheton kommt von altgriechisch ὁρμος hormos, deutsch ‚Halsband‘ und altgriechisch φέρειν pherein, deutsch ‚tragen‘.

## Aussehen
Die Art ist 10 cm groß und wiegt 11–13 g. Dieser sehr kleine, plumpe, fast schwanzlose Lappenschnäpper zeigt einen starken Sexualdimorphismus.
Er ist dem Weißbürzel-Lappenschnäpper (Platysteira castanea) sehr ähnlich, das Männchen unterscheidet sich durch ein weißes Nackenhalsband und schmaleres Brustband. Der Überaugenlappen ist größer und das Weibchen hat etwas weniger kastanienbraune Färbung der Unterseite.
Ähnlich ist auch der Weißbrauen-Lappenschnäpper (Platysteira tonsa), der größere Überaugenlappen reicht aber weiter nach hinten, auch fehlt der weiße Hinteraugenfleck, die Nahrungssuche erfolgt eher erdbodennah. Der Glanzlappenschnäpper (Platysteira blissetti) unterscheidet sich durch seine schwarze Kehle, der Gelbbauch-Lappenschnäpper (Platysteira concreta) durch die gelbe oder kastanienbraune Unterseite.

## Stimme
Der Ruf des Männchens wird als ähnlich dem des Weißbürzel-Lappenschnäppers (Platysteira castanea) angegeben, in der Elfenbeinküste als gleichmäßige Folge hoher harscher „pti“-, „kak“- oder klingender „pink“-Laute beschrieben.
Die Art ist monotypisch.

## Lebensweise
Die Nahrung besteht aus Insekten, die hauptsächlich im Unterholz bis etliche Meter über dem Erdboden gesucht werden, gerne in gemischten Jagdgemeinschaften. Meist ist er auf kleinen Zweigen zu finden, von 0,3–2 cm Dicke.

## Fortpflanzung
Die Brutzeit scheint sich weit über das Jahr zu verteilen, Nester wurden im Februar, März, August und Dezember gefunden.

## Gefährdungssituation
Der Bestand gilt als nicht gefährdet (Least Concern).